# Mala Ligojna
Mala Ligojna este o localitate din comuna Vrhnika, Slovenia, cu o populație de 120 de locuitori.